# Uptown (Zeitung)
Uptown war der Titel einer kostenlos erscheinenden Monatszeitung für Haus- und Villeneigentümer in deutschen Großstädten.
Sie war die erste deutschlandweite Gratiszeitung. Der Titel trat im September 2008 in die Pilotphase und testete den Auftritt in 51 der größten Städte Deutschlands mit einer Druckauflage von über 3.012.000 Exemplaren.
IVW-geprüft wurden die Auflagen der Ausgaben Berlin, Hamburg und München.
Zeitgleich mit der Printausgabe von Uptown erschien die Internetausgabe unter www.uptown-online.de.
Uptown war die Titelnachfolgerin der 1994 von Verleger Dr. Frank Radtke gegründeten Monatszeitung Das Grundblatt, die bis Juli 2008 in Berlin, Hamburg und München erschienen war.
Die Homepage der Zeitung war 2010 noch online, im Jahre 2011 nicht mehr, was auf eine Einstellung der Zeitung in einem dieser beiden Jahre hindeutet.

## Auszeichnungen
Bereits die Pilotausgabe von Uptown wurde 2008 beim European Newspaper Design Contest (European Newspaper Award) mit einem Award of Excellence prämiert, 2009 folgten drei weitere. Damit knüpft die Zeitung an das Niveau ihres Vorgängertitels Das Grundblatt an, welches für seine visuelle Performance mehrfach international ausgezeichnet worden ist. Es bekam 2002 den red dot design award für Communication Design des Nordrhein-Westfälischen Zentrums für Design und wurde beim European Newspaper Design Contest in den Jahren 2001 bis 2010 mit insgesamt 27 Awards of Excellence geehrt.

## Gliederung der Zeitung
Uptown gliederte sich in vier Zeitungsbücher.
Dem Titelbuch mit Themenschwerpunkten zu Gesellschaft, Recht und Finanzen folgte der Zeitungsteil „Urban Econy“ zu den Trends der Stadtentwicklung in Deutschland und international, sowie Wirtschafts- und Infrastrukturthemen.
Der „Home“-Teil  wurde von Stil-, Wohn-, Architektur- und Gartenthemen dominiert, gefolgt von „Leben etc.“, dem Uptown-Magazin.